# Andreas Keller
Pour les articles homonymes, voir Keller.
Andreas Keller, né le 1er octobre 1965 à Berlin, est un joueur allemand de hockey sur gazon.
Il fait partie de l'équipe de RFA médaillée d'argent aux Jeux olympiques d'été de 1984 à Los Angeles et aux Jeux olympiques d'été de 1988 à Séoul et de l'équipe d'Allemagne de hockey sur gazon sacrée championne olympique aux Jeux d'été de 1992 à Barcelone.
Il est le demi-frère de Florian et Natascha Keller, le fils de Carsten Keller et le petit-fils d'Erwin Keller, qui sont tous joueurs internationaux de hockey sur gazon.